# Ratafia
Ne doit pas être confondu avec Ratafia (Bande dessinée).

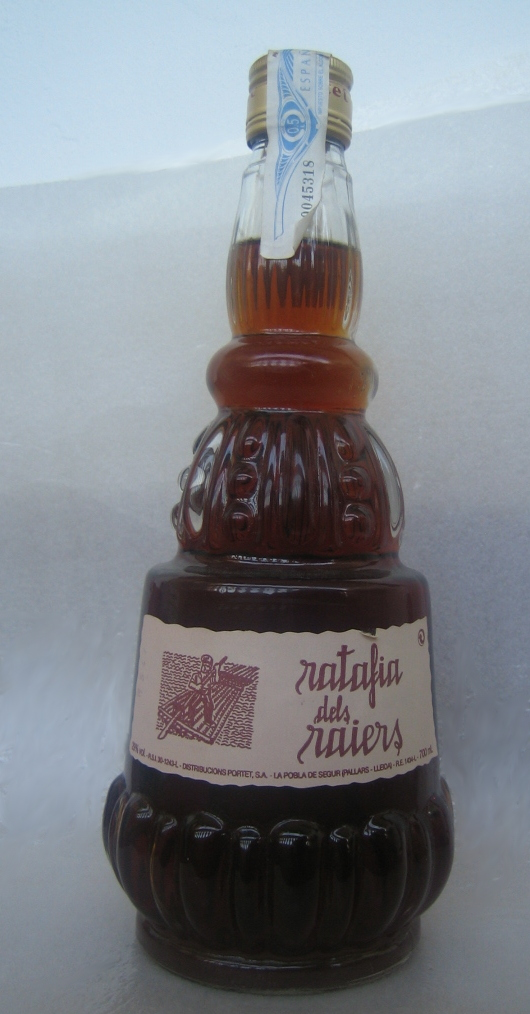
Ratafia dels Raiers (muscade et 21 herbes aromatiques) formulé par Joan Portet en 1964. Catalunya.

Le ratafia est une boisson alcoolisée sucrée obtenue par la macération de fruits, de plantes ou de moût de raisin dans un alcool (comme l’eau-de-vie ou l’alcool neutre). On y ajoute généralement du sucre, ce qui lui donne une texture sirupeuse et un goût doux.
Historiquement, il s’agissait d’un moyen de conserver les fruits en les mettant dans l’alcool. Il existe plusieurs types de ratafias, selon les régions et les ingrédients utilisés:
- En France, le ratafia de Champagne ou de Bourgogne[2] est fait avec du moût de raisin et de l’eau-de-vie.
- Dans le Piémont (Italie), le ratafia est souvent à base de cerises.
- En Catalogne, le terme désigne encore des macérations complexes de plantes, fruits et épices.

Même s’il est parfois classé parmi les liqueurs, le ratafia s’en distingue par son mode de fabrication, qui ne fait pas appel à la distillation.

## Étymologie
Ratafia est un mot qu'on rencontre en français, allemand, anglais, italien, catalan, gascon (ratafià), espagnol (ratafía) et en farsi (راتافیا). Les origines du mot ratafia, (autrefois orthographié ratafiat, et qui apparaît sans t final dans les Élémens d'orthographe, de Louis-Gabriel Pollet en 1787), sont controversées, les Français font venir le mot de l'italien ratafia, des sources espagnoles le voient venir du français.
- D'après Teramo Alessio de Berardinis (1868) ratafia viendrait de l'expression latine pax rata fiat, qu'on prononçait quand la paix était signée, ou quand on sortait de chez le notaire dans les Abruzzes quand un accord avait été signé[7].
- Jaume Fàbrega avance que l'origine est le créole ratificare[8].
- Le mot serait la contraction d'arack ou rack (d'origine arabe), eau-de-vie, et de tafit, mot des Indes orientales (tafia, tafiat)[9] eau-de-vie de canne (étymologie, admise par Littré, Bouillet, Scheler qui reste dubitatif, etc.)[10],[11]. Explication de Gilles Ménage et du Trésor de la langue française : « Quand un Indien du pays boit du brandevin à la santé d'un François, entre autres mots de sa langue, il lui dit, tafiat : à quoi le François répond en faisant raison, ratafiat (1694) »[12]. Ce tafia serait du malais joint à l'arabe araq d'après Walter W. Skeat (araq-tàfia)[13].
- Le mot indien serait ratifi-a d'après le Bulletin de la Société des sciences historiques de 1888[14].

## Historique

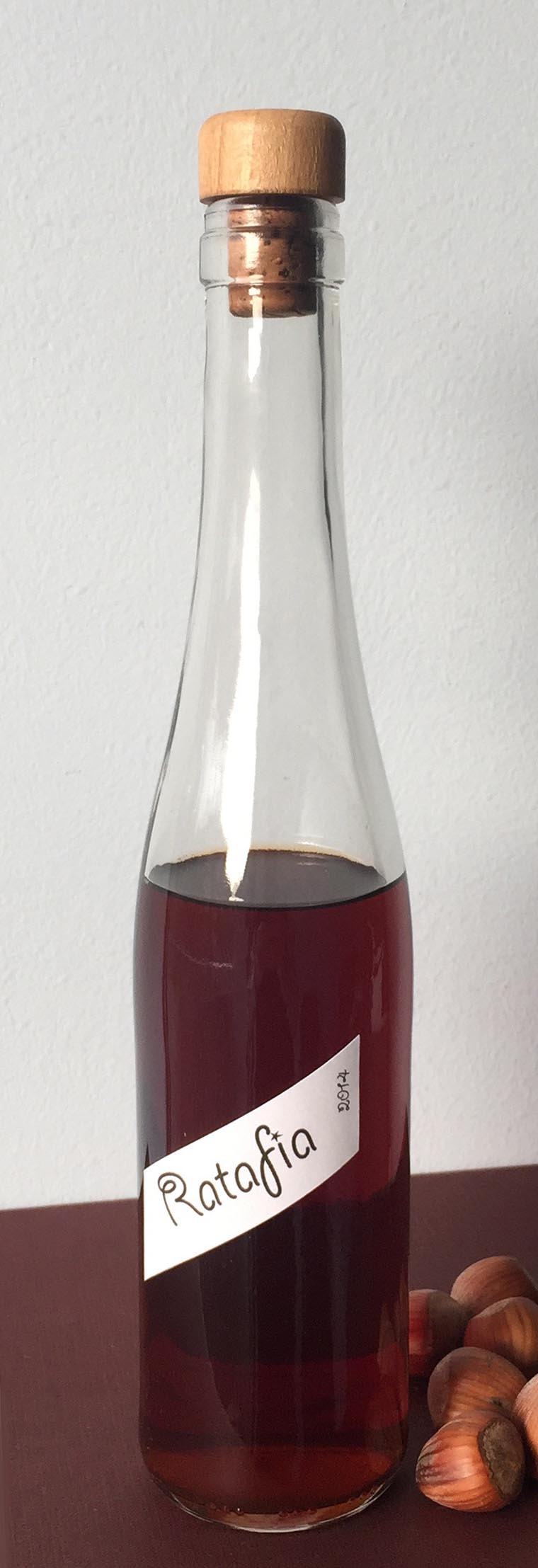
Ratafia.

Le mot apparaît pour la première fois dans les sources françaises en 1692, dans le Traité ou véritable manière de faire toutes sortes d'eaux et liqueurs à la mode d'Italie d'Audiger, qui vécut en Italie, et en donne les savoir-faire en français. On y trouve un rataphia rouge (jus de cerise, eau-de-vie, sucre, cannelle, girofle, poivre blanc) et un rataphia blanc (noyaux de cerise, amandes d'abricot, eau-de-vie, sucre et épices). En 1694, François Pidou de Saint-Olon, dans son Etat présent de l'empire de Maroc décrit le ratafia comme « une de nos Liqueurs de Provence, comme Eau de Cette (sorte de ratafia à l'essence d'anis), de Candie, Ratafia » que boivent les marocains « parce que l’Alcoran leur défend le Vin, mais non pas l'Eau de Vie, dont ils s’enivrent très-souvent ». Ce qui permet à Loîc Bienassis et Antonelle Campanin d'écrire (2018) que si l'Italie s'était fait une spécialité de liqueur, nul n'en connaît l'origine.

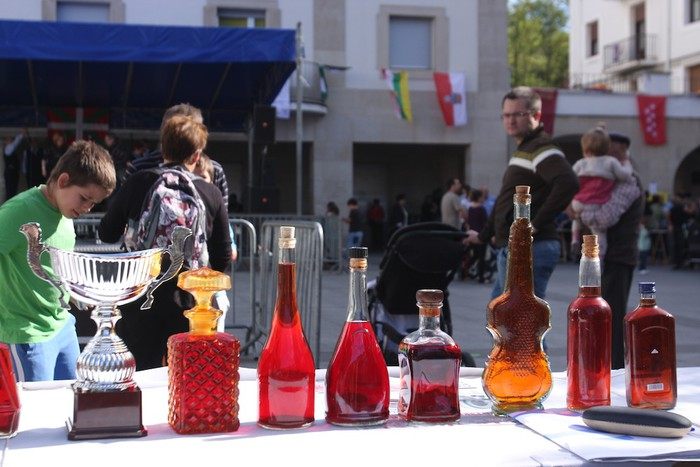
Concours de patxaran, ratafia à base de prunelles sauvages.

Le terme devient usuel vers 1680 avec une fréquence d'emploi maximale de 1770 à 1830, époque de la grande mode des ratafias. Le Dictionnaire universel d'Antoine Furetière (1701) écrit « Le ratafia est une liqueur qui est maintenant fort en usage: les femmes mêmes boivent beaucoup de ratafia, quoique cette liqueur soit extrêmement forte ». Les premiers ratafias mentionnés en français sont souvent des remèdes ou des macérations dans du vin par exemple: chez Joseph Pitton de Tournefort (1698) ratafia de violette pour les personnes constipées, ratafia de genièvre dans du vin de Champagne, dans Dictionnaire botanique et pharmaceutique de Nicolas Alexandre (1738) ratafias pour coliques néphrétiques, purgatif, etc.,. On voit apparaitre chez Louis Lémery (1705) et Louis Liger (1721) des ratafias rouges (cerise, framboise, groseille), blancs (noyaux et amandes d'abricot, cannelle, etc.), d'œillet, de pêche, d'écorces d'orange ou de citron, d'abricot, de muscat,,.
Guillaume III d'Orange-Nassau, roi d'Angleterre, était grand amateur de ratafia de cerise.
Cadet de Vaux (1808) a eu l'idée de remplacer le sucre par un sirop de pomme concentré qui conserve son gout au ratafia d'après les commentaires de l'époque.

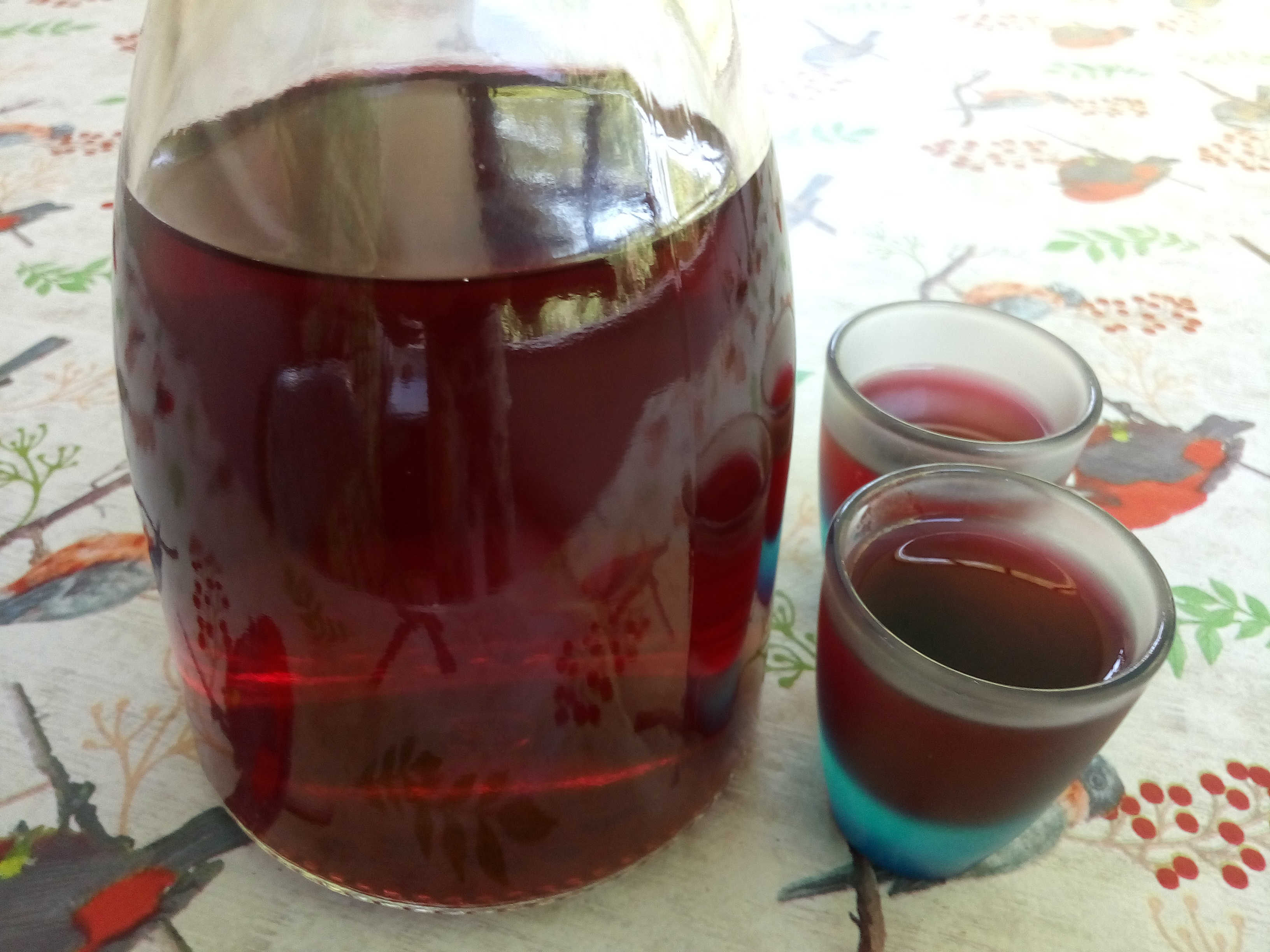
ratafia maison.

« Les ratafias sont les ancêtres de nos fines liqueurs d'aujourd'hui » écrit Maurice des Ombiaux dans Le nobiliaire des eaux-de-vie et liqueurs de France (1927).

## Grande mode des ratafias
Menon dans La science du maître d'hôtel confiseur (1750), reprend les recettes des ratafias connus en ajoutant le ratafia de rose blanche et les ratafia de rose rouge, et fait sortir le ratafia de sa connotation pharmaceutique. Maille connait le succès (1760) avec son Cassis blanc, son Ratafia des dames, « liqueurs douces qui n’échauffent point la bouche et n’envoient aucunes fumées à la tête » et son ratafia des Sultanes,. Le ratafia de cassis (« velouté, moelleux et d'une belle couleur »), aujourd'hui crème de cassis et très prisé, promus par le Parfumeur Royal (1761) avec les ratafias d'angélique, de coings, d'anis, de noix vertes, de cédrat (« vous serez charmé de sa bonté »), de fleurs d'oranges... On lit dans le règlement des prêtres de la paroisse Saint-Sulpice (1782) l'interdit « d'user de ces liqueurs superflues que la sensualité du siècle a introduit, comme le ratafiat, le chocolat, le café, le thé et encore moins le tabac, ce qui est tout-à-fait indécent ». Partout on s'engouffre dans la mode : Grenoble produit un ratafiat de Grenoble renommé (griotte, citron, cannelle, vanille), on trouve à Bourgoin un producteur de ratafia de Bologne, il y a le ratafia d'Orléans, le fameux ratafias de Neuilly, ratafia de Louvres,,,,,... À la fin du XVIIIe les ratafias italiens concurrencent les français. Dans les Alpes occidentales, le ratafia fait partie de la cuisine valdôtaine.

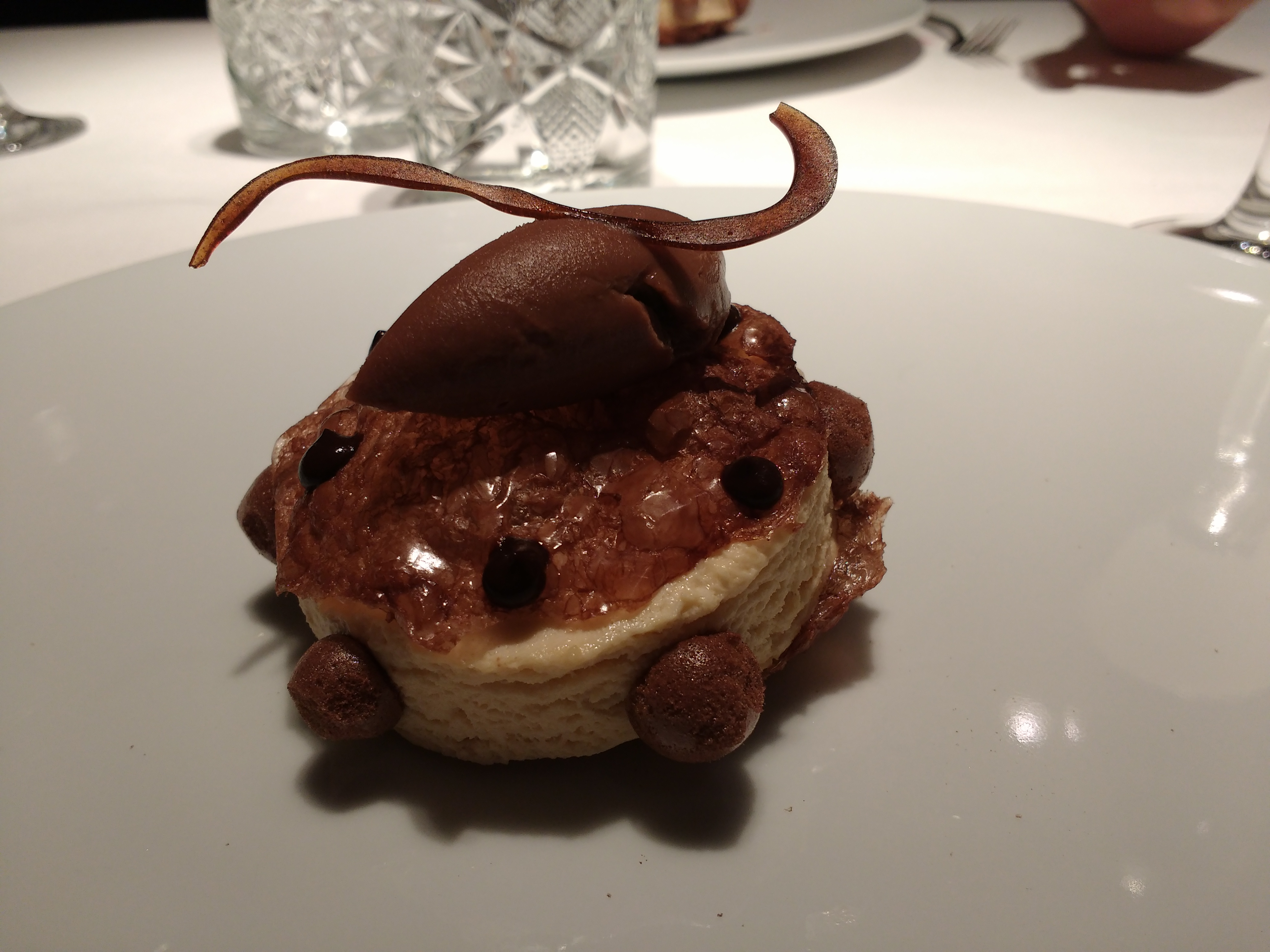
Crème de ratafia de cerise et garniture chocolat (Catalogne).

### Marques de ratafia
Fin XVIIIe siècle, le ratafia de Grenoble est produit par Camille Teisseire, fondateur de la marque Teisseire (« Nous restâmes à table jusqu'à onze heures, causant de mille choses agréables, et animant nos discours par la divine liqueur de Grenoble dont nous vidâmes une bouteille. Cette excellente liqueur est composée de jus de cerises, d'eau-de-vie, de sucre et de cannelle, et il est impossible que le nectar des dieux de l'Olympe l’ait surpassée en délicatesse ». Giacomo Casanova chez Mme d'Urfé),. À Angers, le liquoriste Rocher produit le guignolet d'Angers, qui donnera naissance également à la marque Giffard.
La crème de cassis de Dijon est liée au développement des marques Lejay-Lagoute, L’Héritier-Guyot, Briottet et Gabriel Boudier.

### Ratafias de fruits

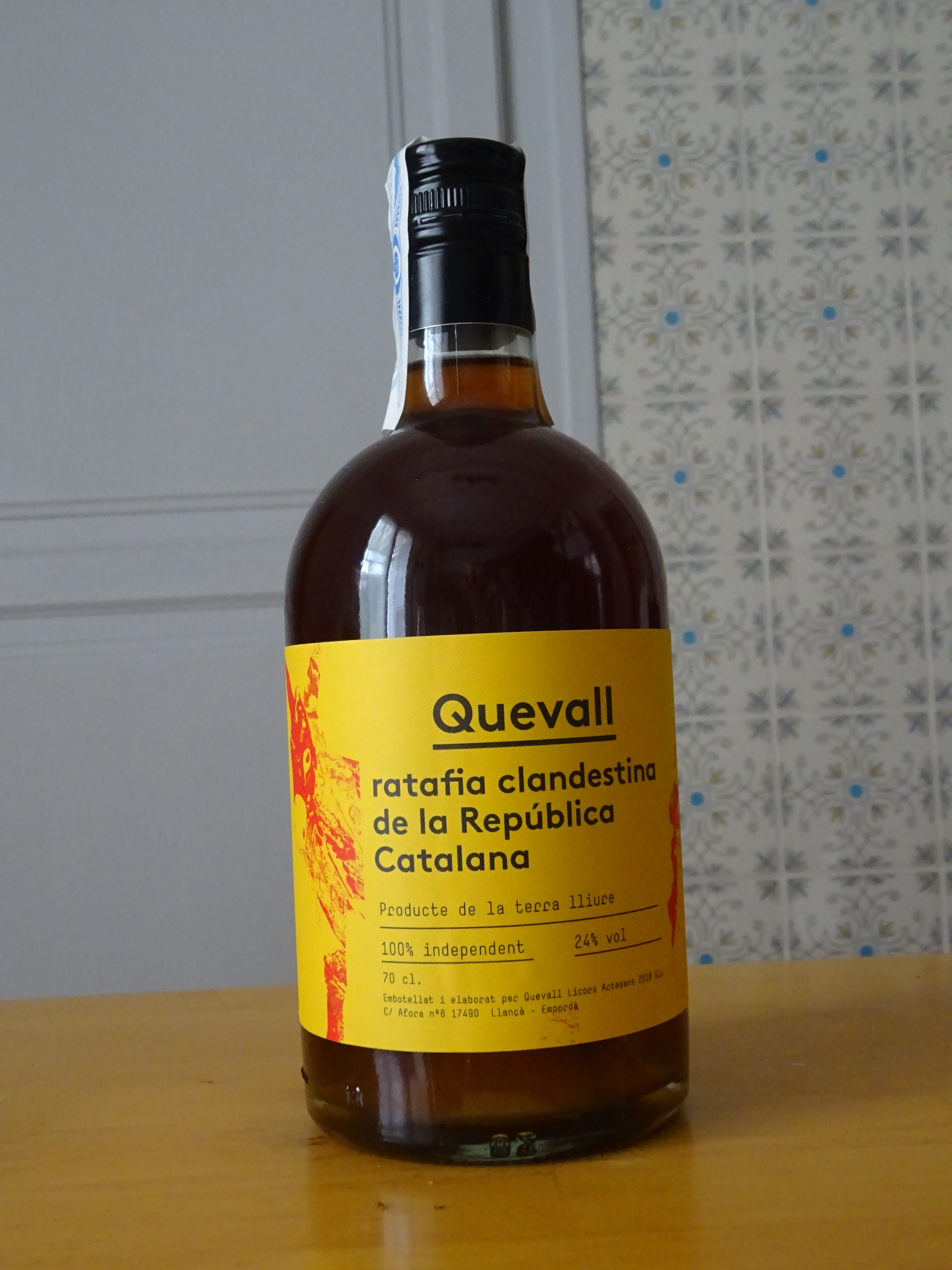
Ratafia catalane Quevall.

Durant l'apogée du ratafia les méthodes de production se perfectionnent et portent surtout sur le choix des fruits.
On peut faire du ratafia avec toutes sortes de fruits : citron, coing, mirabelle, framboise etc.. Le ratafia de mûres est cité dans la longue liste donnée par Viard. Celui de mirabelle ou de Reine-Claude attesté en 1853. Le ratafia de grenade apparait en anglais (à côté de celui de café) en 1862. Le ratafia de la Ménagère se fait en mettant dans de l'eau de vie les restes de fruits écrasés de toute saison, noyaux concassés, les restes de compote, etc. puis filtré, rincé au vin, parfumé aux feuilles de pêcher et à la cannelle.

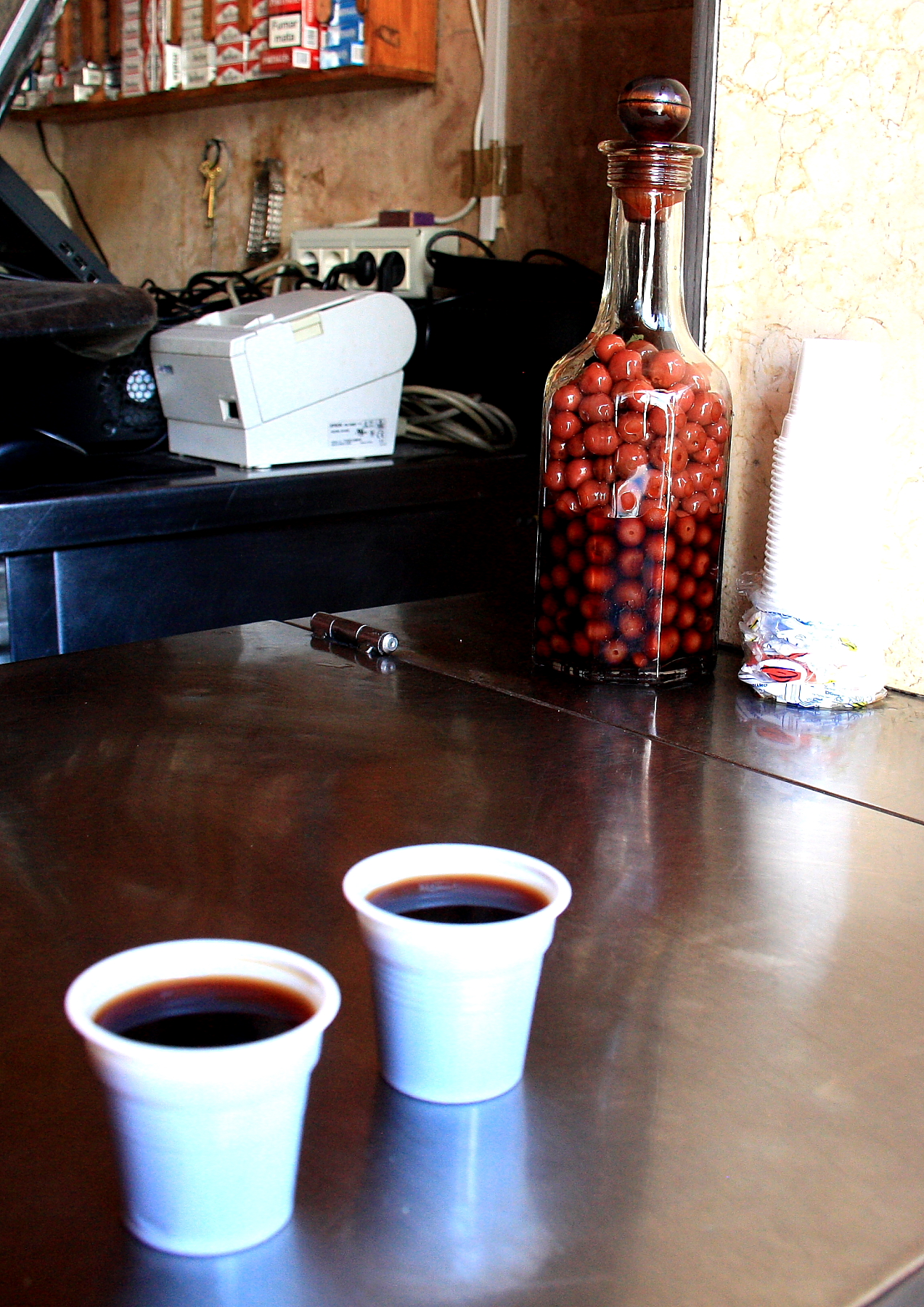
À Lisbonne : Ginja.

#### Ratafias de cerise
Le marasquin (maraschino, marasquino) est d'origine italienne (République de Venise) et du XVIIIe siècle à partir d'une grosse cerise dalmate, la marasque : marasquin de Zara et de Bologne,. Souvent nommé ratafia il est au sens propre une liqueur car distillé.
Le ratafia de merise ou Guignolet d'Angers est à base de cerise et de merise (variété guigne),. Le ratafia de Dijon à base de cerise, framboise, merise plus vin de Bourgogne. Au Portugal se développe début XIXe la ginja (de guigne) au centre du pays : Ginjinha Espinheira Ginja de Óbidos (macération longue : 1 an). En Provence, en Italie et en Espagne, les cerises les plus acides : Montepulciano d'Abruzzo et de jus de cerise Amarena (type de cerise de Montmorency) et vin, le Colazingari de Piglio aux griottes d'Alatri,. Le ratafia piémontais et valdôtain a le label PAT (Produit agroalimentaire traditionnel italien).
En Pologne le ratafia de cerise Kashubian est aromatisé au clou de girofle.

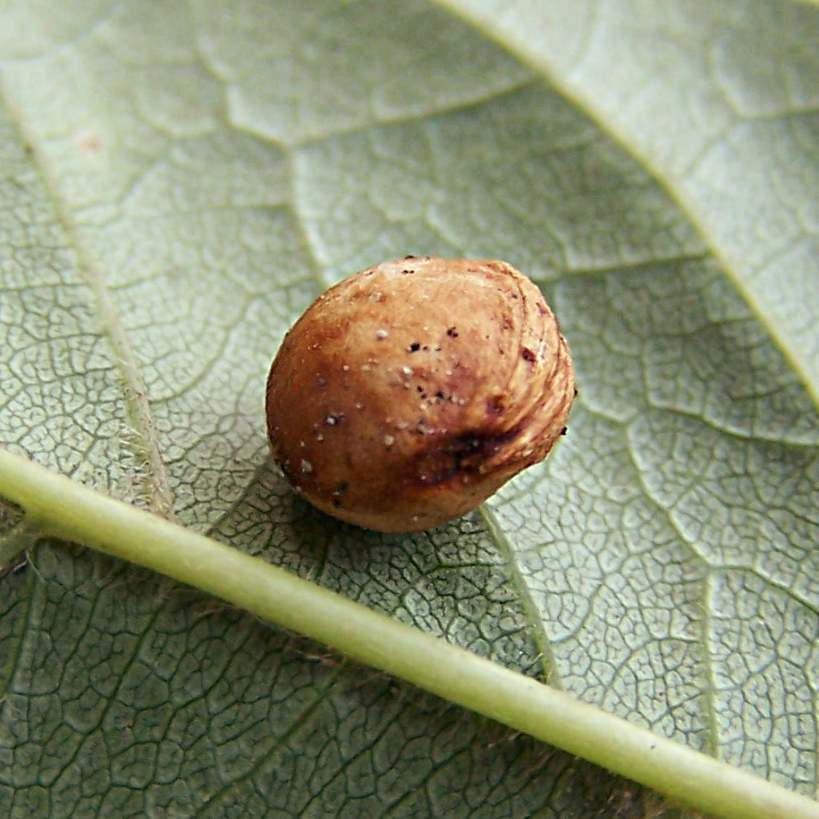
Noyau de merise sauvage.

#### Ratafia de noyau
Les noyaux concassés entrent dans la macération des ratafias de cerise, d'abricot, de merise (avec parfois les feuilles). Le noyau d'abricot est excellent pour la macération. Les formules de ratafia de noyau remontent à l'origine des ratafias. Des guinguettes de bord de Seine restent des ratafias (et des liqueurs) de noyau d'Île de France : le noyau de Vernon (noyaux de cerises, abricots, pêches ou prunes, eaux-de-vie ou cognac) et le noyau de Poissy Gobelet d’Argent et Sceau de Saint-Louis, qui daterait du XVIIe siècle… (noyaux d’abricots) et revendique être doyen des liqueurs de France,.

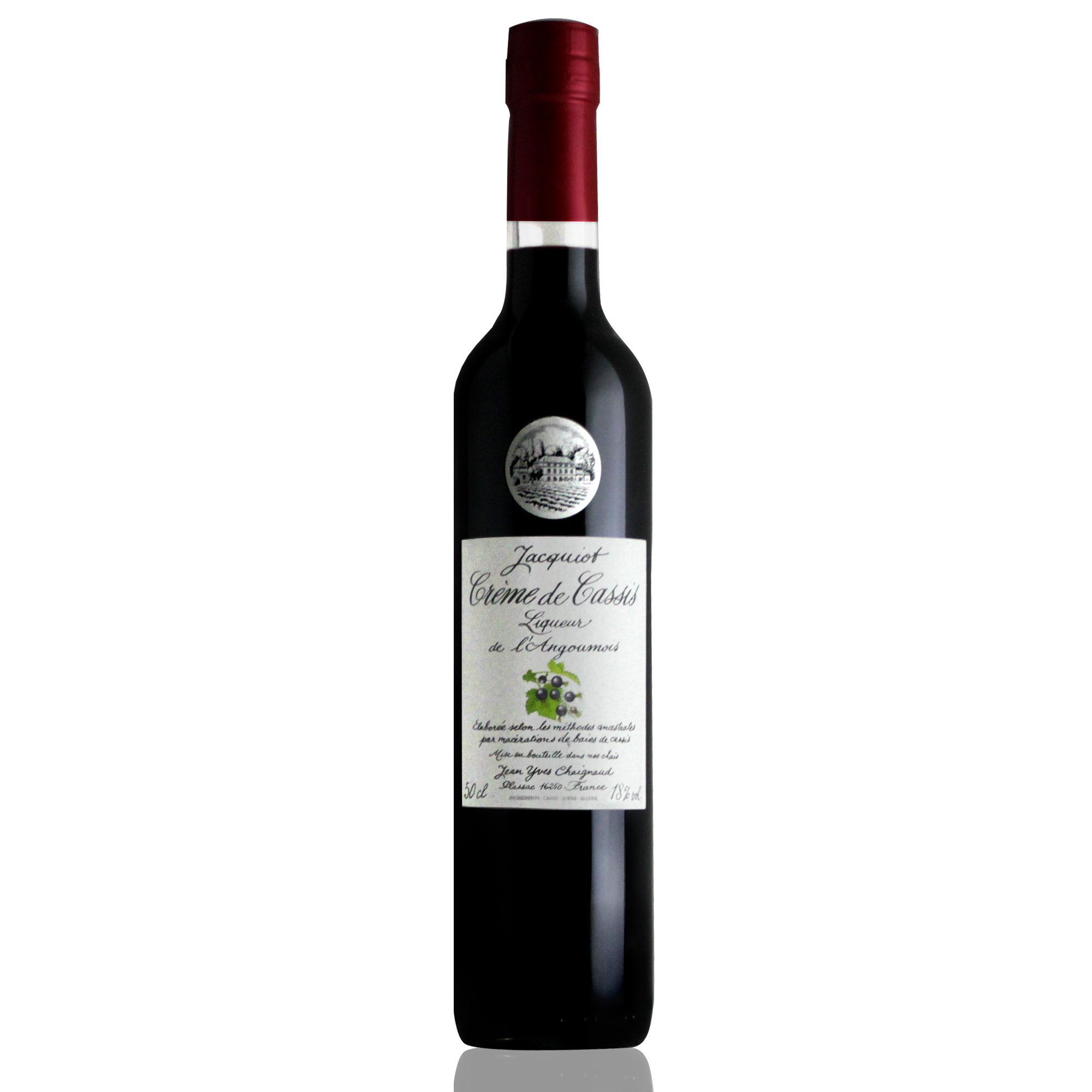
ratafia (aujourd'hui crème) de cassis.

#### Ratafia de cassis
En 1755, Polycarpe Poncelet donne une formule de ratafiat de fruits cassis avec cannelle et girofle (« Selon certaines gens c'est bien le meilleur et le plus sain de tous les Ratafiats; il l'emporte sur les liqueurs les plus fameuses; en un mot c'est la Liqueur par excellence »). Prosper Le Hoc (1838) insiste sur la nécessité d'égrapper le cassis et mentionne à côté du ratafia de cassis : la crème de cassis. En 1836, M. Lagoute fonde une maison de liquoriste à Dijon. En 1841, M. Joly produit sous la direction de M. Lagoute père, 400 l de cassis de Dijon, 400 hl en 1844, année où son associé M. Gérard crée une maison concurrente. Suivra une vaste plantation de cassis, et le succès. On parle de crème de cassis de Dijon en 1889. Édouard Robinet (1891) donne en 2 formules de ratafia de cassis avec feuilles dont le Cassis fin macéré dans un alcool à 60°.

#### Ratafia de noix (IGP Nocino di Modena et Orehovec)
Ce ratafia se fait habituellement de noix vertes récoltées à la Saint-Jean, nocino dans le Tessin dont il est une spécialité (ratafià di noci) avec de la grappa, titre 30 à 40°. Le terme eau de noix se rencontre. Les IGP de nocino sont l'italienne Nocino de Modena et la slovène Orehovec. Il existe en Pologne un ratafia de noisette (Orzech Laskowy).
Autrefois le ratafia de santé était un ratafia de noix vertes qui passait pour stomachique,. L'eau des 3 noix est une triple distillation.

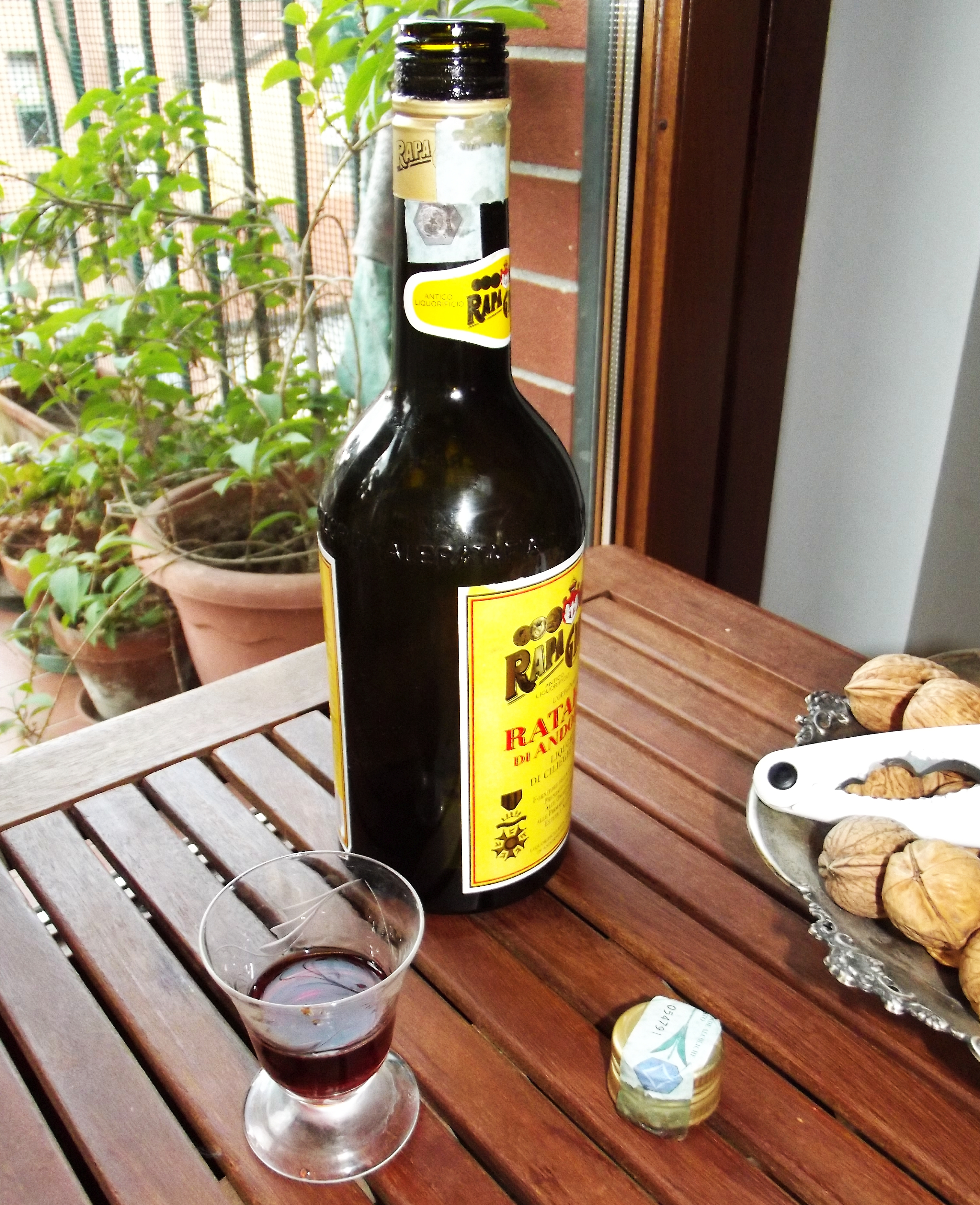
Ratafia d'Andorno.

## Ratafias de raisin
Le ratafia trouve son origine vers le XIIIe siècle[réf. nécessaire] comme un mode de conservation des jus de raisins ou d'autres fruits et dont on bloque la fermentation par l’ajout d’alcool (mutage).

### Ratafia de Champagne IGP

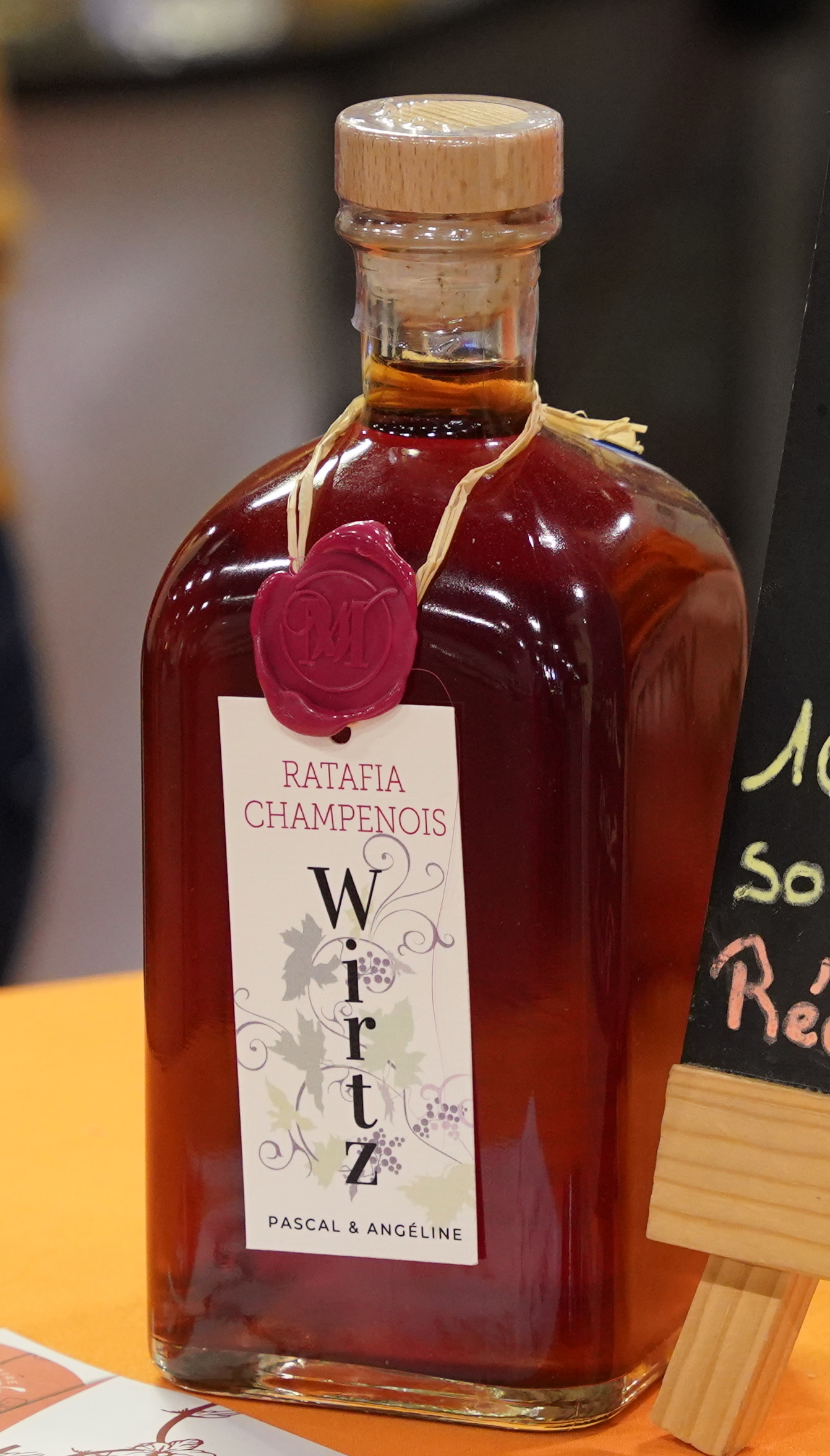
Ratafia de Champagne.

En Champagne, l’IGP ratafia de champagne ou ratafia champenois (Règlement (CE) n°110/2008 du Parlement européen et du Conseil du 15 janvier 2008 dans la catégorie boissons spiritueuses - liqueur, An. II, point 32) est « une boisson spiritueuse obtenue par aromatisation d’un alcool d’origine viticole avec du moût de raisins de Champagne. Il est commercialisé à l’issue d’une période minimale de maturation en cuve ou en fûts de 10 mois ou à l’issue d’une période minimale de vieillissement sous bois de 3 ans »,.
Le titre alcoométrique volumique est compris entre 16 % et 22 % ; la teneur minimale en sucre exprimée en sucre inverti de 110 g/l ; le taux de dioxyde de soufre inférieur à 80 ml/l. La production des moûts destinés à l’élaboration du ratafia champenois proviennent de raisins susceptibles d’entrer dans l’élaboration de vins revendiqués dans l’AOC Champagne. Ces moûts sont obtenus dans la limite de 2 666 l de moûts débourbés pour 4 t de raisins.

Il existe des ratafias rouges (pinot noir) et des blancs (chardonnay, de pinot noir et de pinot Meunier).

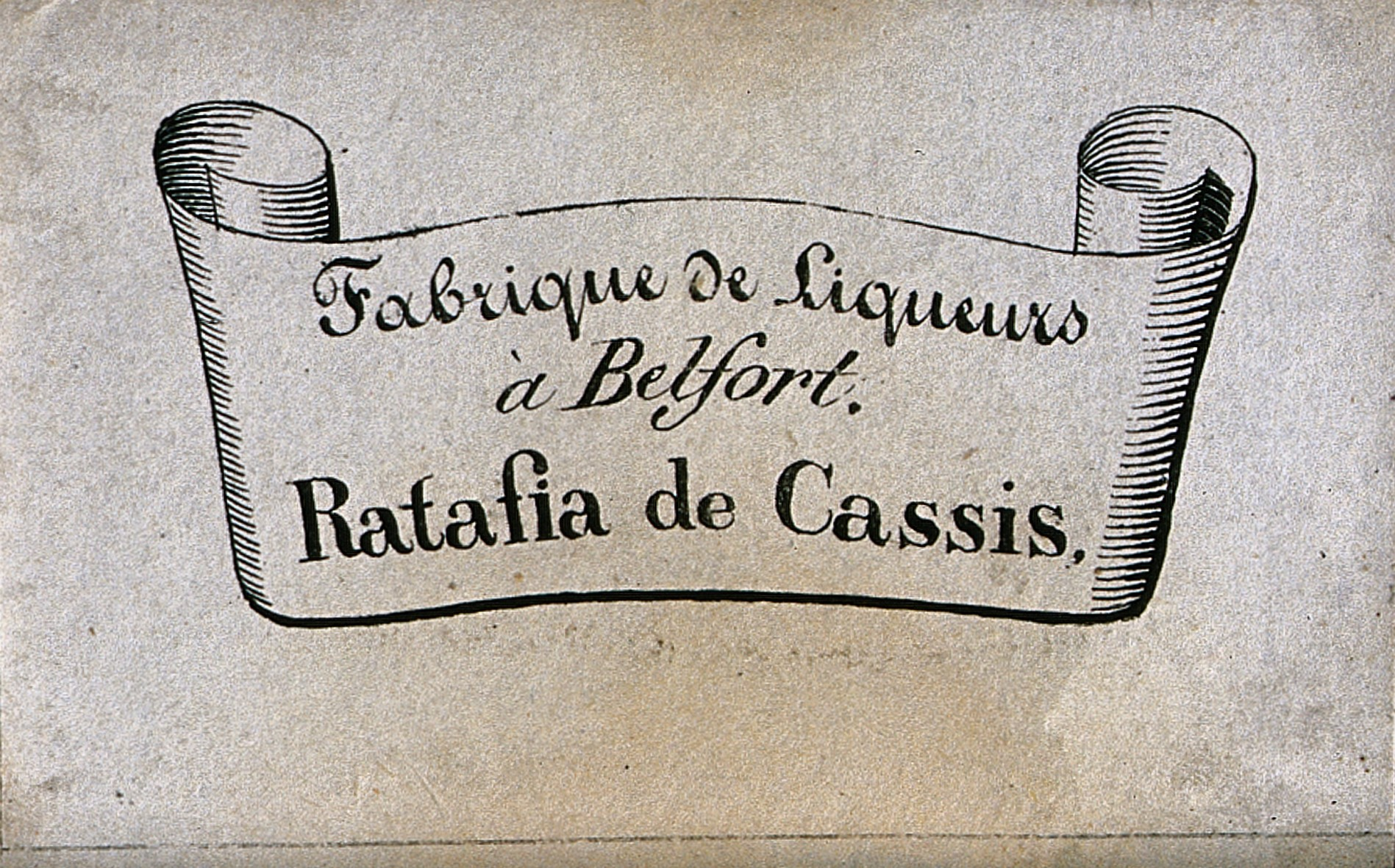
Étiquette de ratafia de cassis (XIXe siècle).

Le ratafia de Champagne est à la Champagne ce que le Pineau est aux Charentes, le Pommeau à la Normandie, le Macvin au Jura et le Floc à la Gascogne.

### Ratafia de Bourgogne
En Bourgogne, le ratafia (ou riquiqui, terme proche de ratafia au XVIIIe siècle) est confectionné avec du marc ou de la Fine de Bourgogne et du moût de même origine. Pour bloquer la fermentation du jus de raisin, on mélange deux tiers de jus de raisin et un tiers d'eau de vie. Le produit conserve ainsi tout son sucre naturel et devient un ratafia titrant 16 ou 17 % vol.

## Géographie des ratafias
Le vin de liqueur, ou mistelle (en italien misto, mélange) sont des ratafias (au même titre que le bourguignon ou le champenois) avec des degrés alcooliques entre 16 et 22 %. On peut citer : la carthagène du Languedoc, le Chenevotteau (ratafia pour vieillards en patois champenois), le floc-de-Gascogne, la lirette (ratafia lorrain), le Macvin-du-jura, le pineau-des-Charentes, le pommeau de Normandie (jus de pomme et du calvados), le ratafia de baies de myrte rouge Corse (maison Damiani), le ratafia de cidre du pays d'Othe, le ratafia de Gewurztraminer alsacien (en Alsace également Ratafia de griottes Nusbaumer), le ratafia de Malbec de Cahors, le rikiki du Beaujolais,,. Dans le Hainaut belge, le vignoble de Haulchin produit un ratafia de raisin (ratafia de Ruffus).

### Mistelles du Québec

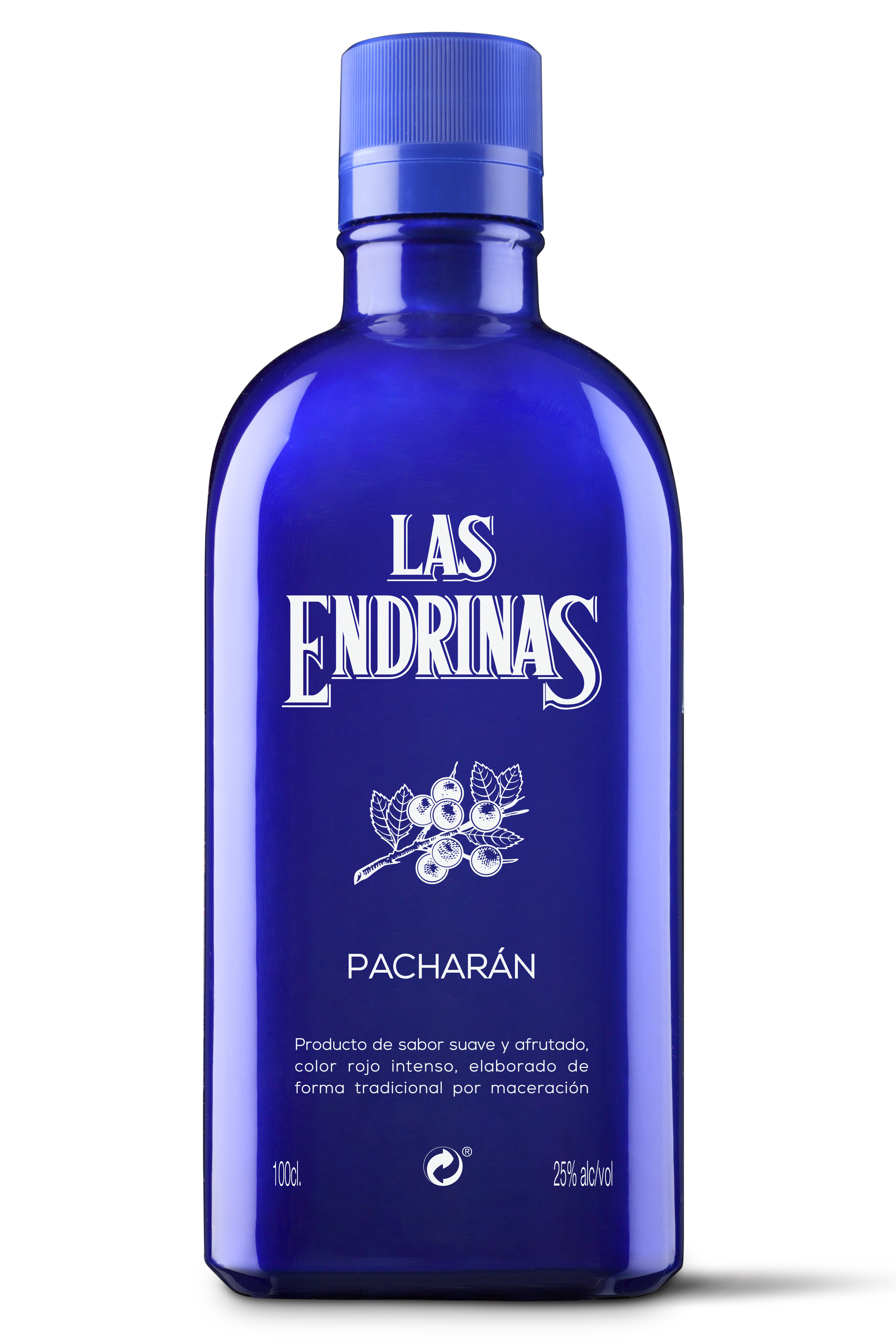
Pacharán IGP macération de prunelle et d'anis.

Parmi les productions notables : la mistelle de poire et la mistelle de poires gelées (macération dans une eau de vie de pommes), la mistelle de prune, poire et prune, la mistelle de fraise, de petits fruits (moût de raisins, whisky et petits fruits),,,,.

### Pacharán Navarro IGP
Parmi les ratafias espagnols le patxaran (ou pacharán). Le Pacharán de Navarre bénéficie de l'IGP (25 à 30° d'alcool). Il s'agit d'un ratafia de prunelles sauvages et d'anis (macération de prunelles sauvages dans un alcool anisé). D'après le dossier de l'IGP on peut lire « Les premières références au pacharán sont le menu du mariage de D. Godofredo de Navarra (1394-1428), fils du roi Carlos III. La reine Blanca de Navarra a bu du pacharán comme médicament en 1441 lors de son séjour au monastère de Santa María de Nieva ».

### Ratafias polonais
La Pologne produit des ratafias nombreux et originaux : ratafia de pamplemousse, ratafia Grejpfrutowa (Citrus paradisi et vodka), des ratafias vodka-fruits rouges,.

## Spécialités à base de ratafia

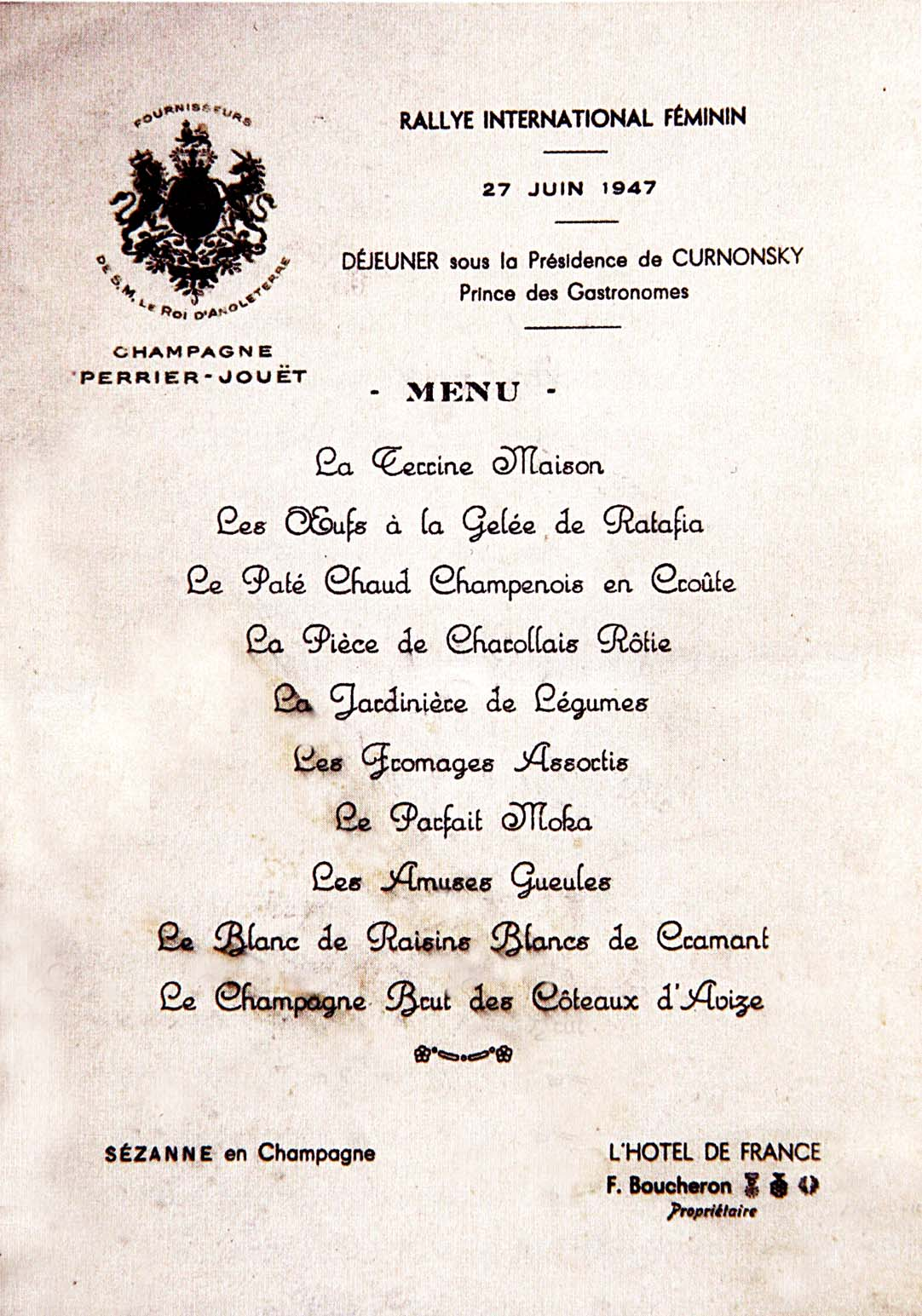
Menu champenois (1947) à l'Hôtel de France de Sézanne : en entrée Œufs à la gelée de ratafia.

### Pâtisseries au ratafia
- Biscotti alla Ratafià, Rusticotti alla Ratafià sont des petits gâteaux italiens parfumés au ratafia de cerise.
- Ratafia biscuits est en anglais une sorte de macaron au ratafia ou de Christmas trifle au ratafia avec de l'arome de cerise ou de noyau[91],[92]. Ces biscuits pilés mélangés à un appareil à flan donnent une crème au ratafia (ratafia cream ice)[93].

Alexandre Dumas donne une crème chocolat et ratafia de cassis (le cassis et le chocolat sont bons amis).

### Glaces et sorbets au ratafia
La glace au ratafia se fait :
- soit avec un appareil à parfait glacé (glace à la crème) à laquelle on ajoute un marasquin, un ratafia de noyau, etc. La crème glacée peut aussi contenir du jaune d'œuf, il existe une crème glacée au ratafia de raisin[95].
- soit en mélangeant le ratafia au sorbet (exemple : ratafia de fruits rouges mélangé à un sorbet groseille ou framboise)[96].

### Gelées au ratafia
- Les gelées au ratafia salées (ratafia de raisin, ratafia de Champagne) accompagnent le foie gras (gelée de ratafia au safran), le jambon (Jambon de Reims à la gelée au ratafia), le pâté de lapin[97],[98],[99].
- La gelée au ratafia de fruit sucrée sert de support ou de garniture à la mousse de pomme[100].

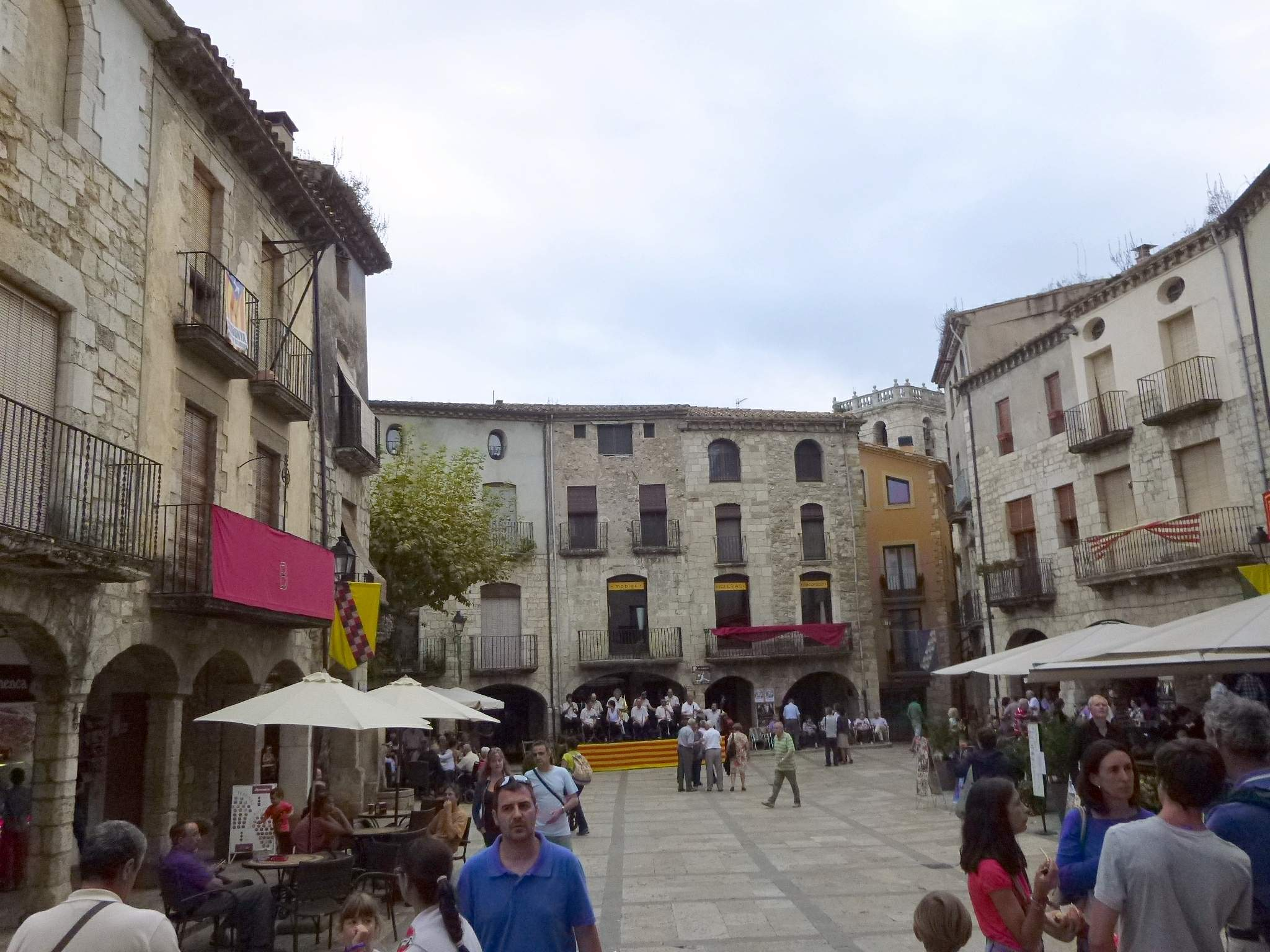
Fira de la Ratafia de Besalú.

## Manifestations autour du ratafia
La Catalogne est restée une terre de ratafias artisanales et les célèbre chaque année :
- Santa Coloma de Farners s'auto reconnait capitale mondiale de la ratafía, avec une foire (catalan la Fira) le deuxième week-end de novembre, et dans son ratafiàrium - espace de vente et de dégustation - un choix de ratafias et de produits à base de ratafía (pains, galettes, bières, beignets)[101]. La Confraria de la Ratafia (Fraternité Ratafia) promeut la Foire ainsi que les projets autour des ratafias locales, dont ceux formulées par Francesc Rosquellas (1802-1867) qui sont infusées spécialement pour la Foire, dont la fameuse 1842 Vuit Porrons de 25 plantes et zestes d'agrumes[102],[103] ;
- Le premier week-end de juin l’Ajuntament de Centelles organise la Fira de la Ratafia de Centelles, avec le concours de ratafia classique de Centelles. Cette manifestation est orientée vers les ratafias d'herbes et les plats cuisinés à base de ratafia[104] ;
- Le premier week-end de décembre se tient à Besalú la foire de la ratafia (Fira de la Ratafia) avec dégustation de ratafias catalanes et élection de la meilleure ratafia[105].

De même le Piémont :
- Turin organise en juin une semaine autour du ratafia de cerise (ou rataffia di celiege de Pecetto, ce ratafia est macéré dans l'alcool). Selon la légende locale en l'an 1000 un ratafia de cerise sauve la population d'Andorno Micca de la peste, la fille de l'inventeur de ce ratafia, épouse le fils de son ennemi et, bien entendu, tout le monde de clamer « et sic res rata fiat ». Une production aurait été faite au monastère Santa Maria della Sala à Andorno Micca. En 1700, Pietro Rappis, apothicaire, lance une production artisanale[106].